# Мороз Володимир Михайлович
Володи́мир Миха́йлович Моро́з (23 лютого 1947, Гранівка, Радивилівський район — 7 вересня 2016) — міський голова Рівного (1994—1998), кандидат наук, винахідник.

## Життєпис
Народився 1947 року на Радивилівщині, через деякий час родина переїздить до Вовковий, де закінчив 8-річну школу. Здобув освіту в Рівненському текстильному технікумі. Працював в різних рівненських підприємствах, у тому числі — фабриці нетканих матеріалів.
Здобув інженерний фах у Львівській політехніці. Перейшов працювати на кафедру нарисної геометрії та інженерної графіки інституту водного господарства асистентом, дійшов до доцента. 1988 року захистив кандидатську дисертацію — царина вібраційної обробки матеріалів. Є автором кількох десятків винаходів.
Займаючи активну громадянську позицію, стає одним із засновників інститутського гуртка української мови. 1990 року студентство обрало його депутатом Рівненської міської ради. Був одним з керівників демократичного крила депутатського корпусу.
Осінню 1991 року голова Рівненського міськвиконкому Іван Федів пропонує його кандидатуру на посаду першого заступника — тодішній перший заступник Василь Марчук пішов у відставку. Коли Федів полишив посаду, керівником Рівного стає Володимир Мороз.
Чимало зусиль доклав до реформування місцевого самоврядування, беручи за основу європейський напрям. За таку позицію делегований до керівництва Асоціації міст України, 1997 року її очолив.
1998 року програв міські вибори Віктору Чайці. За керівництва Володимира Мороза розширилися межі міста, до Рівного приєднано сучасні мікрорайони Тинне й Новий Двір.
Працював в Адміністрації Президента України — член Державної комісії з проведення в Україні адміністративної реформи; продовжував співпрацювати з Асоціацією міст України.
Протягом 1999—2006 років займав посаду першого заступника генерального директора УДППЗ «Укрпошта», певний час виконував обов'язки очільника. Працював у профспілці атестованих працівників МВС. Будучи вже пенсіонером, продовжував працювати радником у генеральній дирекції.